# بطولة العالم لسباق الدراجات على الطريق 1973
بطولة العالم لسباق الدراجات على الطريق 1973 هي الدورة ال46 من بطولة العالم لسباق الدراجات على الطريق، أجريت في برشلونة، إسبانيا.

## برنامج المسابقات
رجال
- سباق الطريق ضد الساعة.
- سباق الطريق ضد الساعة للفرق.

سيدات
- سباق الطريق المداري.

## النتائج النهائية
| المسابقة              | ذهبية                        | فضية                            | برونزية                      |
| --------------------- | ---------------------------- | ------------------------------- | ---------------------------- |
| الرجال                |                              |                                 |                              |
| سباق الطريق ضد الساعة | فيليتشي جيموندي (إيطاليا)    | فريدي مارتينس (بلجيكا)          | خيسوس لويس أوكانيا (إسبانيا) |
| الفريق البطل          | بولندا                       | الاتحاد السوفيتي                | السويد                       |
| السيدات               |                              |                                 |                              |
| سباق الطريق المداري   | Nicole Vandenbroeck (بلجيكا) | Keetie van Oosten-Hage (هولندا) | Valentina Rebrovskala (URS)  |